# Photolari
Photolari és un medi de comunicació especialitzat en fotografia i vídeo.
El seu contingut està sobretot publicat a la seva web oficial i al canal de youtube, el qual actualment té 226 mil subscriptors.
Photolari prové del basc: Els aizkolaris són les persones que tallen els troncs. Lari és el sufix d''`´"algú que fa alguna cosa" i "aiskola" significa destral. Llavors Photolari, és algú que fa fotos. D'aquí prové el seu logotip, un aizkolari donant un cop de destral a un objectiu.
A part dels seus vídeos de youtube, també fan presentacions de producte, xerrades en directe i continguts patrocinats amb importants botigues de fotografia del país, com Casanovafoto i FotoK.

## Història
L'equip darrere de Photolari està format per: 
- Iker Morán: Llicenciat en periodisme a la universitat del País Basc. Escriptor al blog LaGulateca, al diari 20minutos.[5]
- Álvaro Méndez: Director cinematogràfic, s'ocupa de la imatge i so dels vídeos de youtube.[2]
- Emma García: Fotògrafa i retocadora digital. Ajuda en la gravació i edició dels vídeos de youtube.[1]

Durant més d'una dècada, l'Álvaro i l'Iker van formar part de l'equip de Quesabesde, una web de referència en castellà sobre fotografia la qual va començar el seu recorregut 2001. El 2016, degut a la crisi en la indústria fotogràfica, aquesta web va haver de tancar.
El 10 d'octubre de 2016, l'Álvaro i l'Iker van llançar la seva pròpia web, anomenada Photolari.

## Youtube
El seu vídeo més popular fins al moment és una prova de camp amb un objectiu Sigma 200-500mm f/2.8 amb 6,8 milions de reproduccions, però aquest és un vídeo que es va gravar el 2013, a l'epoca de Quesabesde. El seu vídeo més vist després d'aquest és el de la Nikon P1000, amb 694 mil visualitzacions.
En el seu canal, pengen vídeos relacionats amb la fotografia, el vídeo i material audiovisual. Sobretot es basa en proves de material, preguntes i respostes de subscriptors, presentacions de novetats i comparacions entre models de càmeres o òptiques.
Tenen diverses categories de vídeos:
- En mi mochila: Fotògrafs professionals comenten l'equip que utilitzen per treballar en la seva especialitat.
- Ola ke ase: Resolen dubtes dels seus subscriptors sobre material fotogràfic i de vídeo.[11]
- Photolari news: Notícies sobre fotografia i vídeo en mode informatiu quinzenal.[12]